# Nasreena Ibrahim

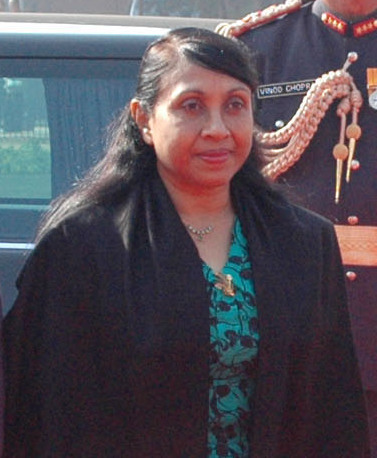
Nasreena Ibrahim 2008

Nasreena Ibrahim (Dhivehi ނަސްރީނާ އިބްރާހިމް) ist eine Persönlichkeit in den Malediven und die ehemalige First Lady der Malediven (1978 bis 2008). Sie ist die Gattin des ehemaligen Präsidenten Maumoon Abdul Gayoom.
Nasreena ist eine der Gründungsmitglieder der Society for Health Education (SHE), einer Nichtregierungsorganisation in den Malediven, welche zu verschiedenen Gesundheitsthemen arbeitet, speziell aber zu Thalassämie und Frauengesundheit. SHE ist die nationale Ansprechpartnerin für die International Planned Parenthood Federation.